# Luzoir
Luzoir ist eine französische Gemeinde mit 267 Einwohnern (Stand 1. Januar 2022) im Département Aisne in der Region Hauts-de-France (vor 2016 Picardie). Sie gehört zum Arrondissement Vervins, zum Kanton Vervins und zum Gemeindeverband Thiérache du Centre.

## Geographie
Die Gemeinde Luzoir liegt an der oberen Oise, etwa zehn Kilometer westlich von Hirson. Nachbargemeinden von Luzoir sind Clairfontaine im Norden, Wimy im Nordosten, Effry im Südosten, Étréaupont im Süden, Gergny im Westen sowie Sommeron im Nordwesten.

## Bevölkerungsentwicklung
| Jahr      | 1962 | 1968 | 1975 | 1982 | 1990 | 1999 | 2006 | 2016 | 2022 |
| Einwohner | 373  | 381  | 348  | 328  | 301  | 279  | 286  | 287  | 267  |

## Sehenswürdigkeiten

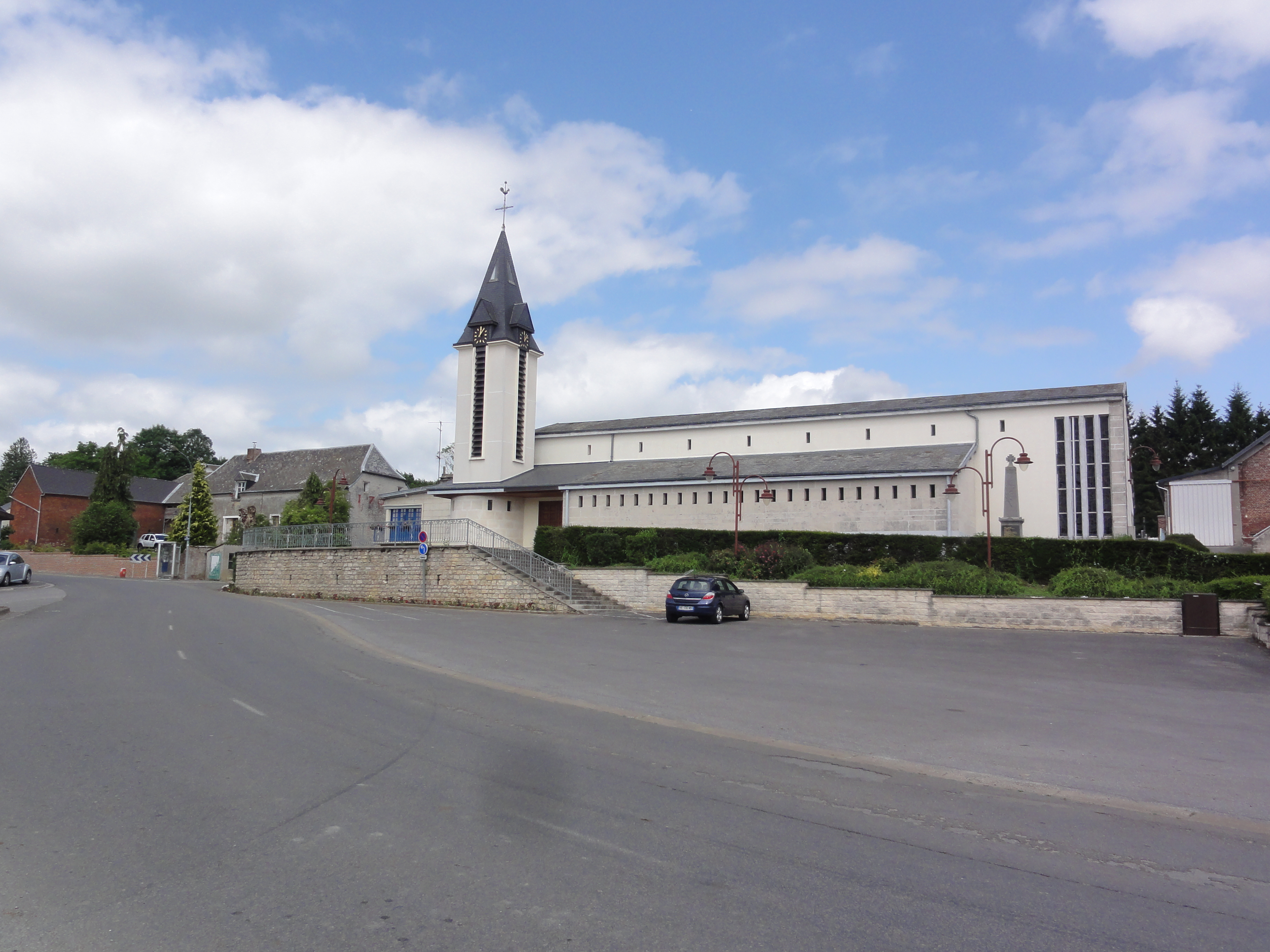
Kirche Saint-Sylvestre
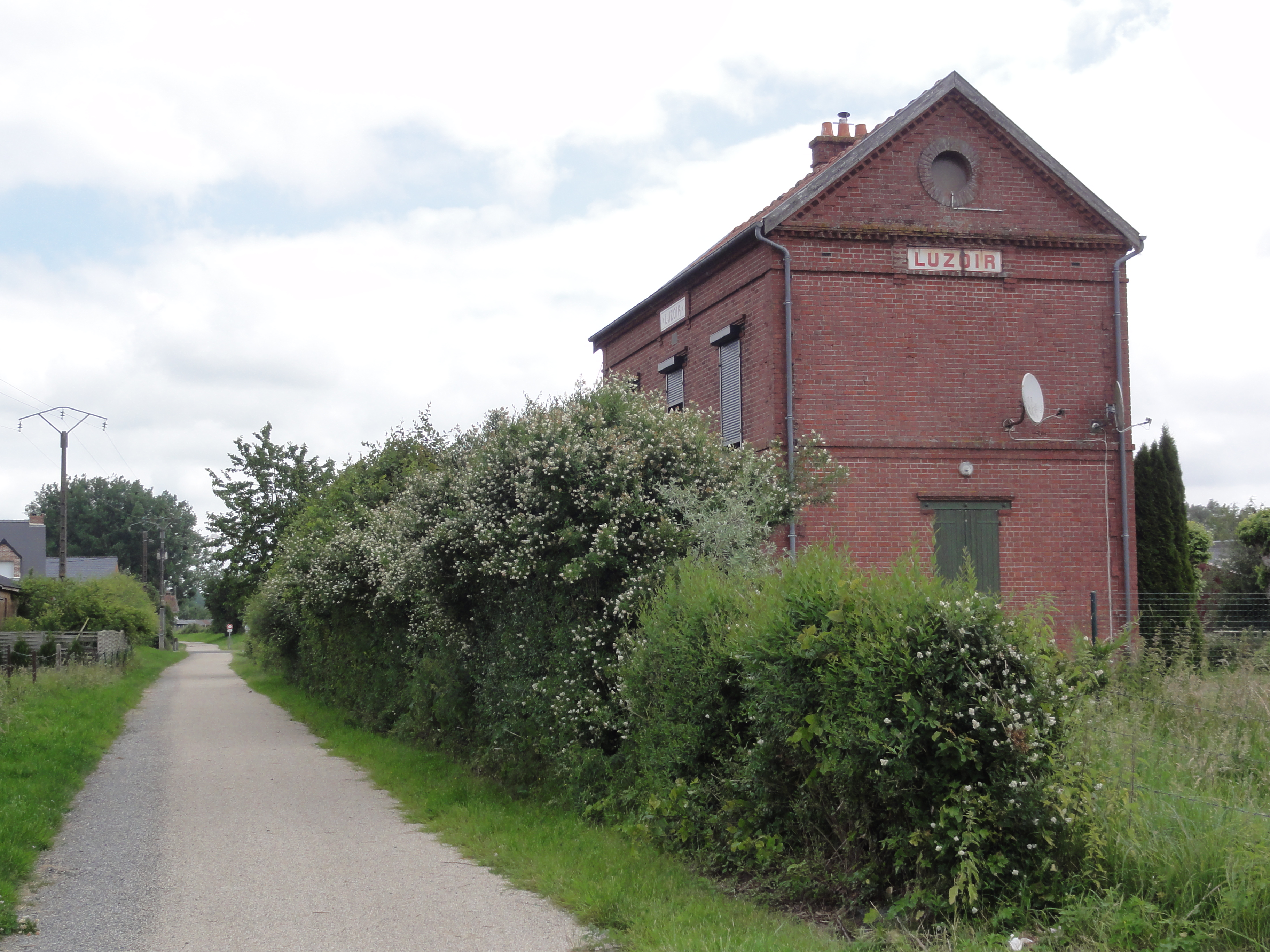
Alter Bahnhof von Luzoir
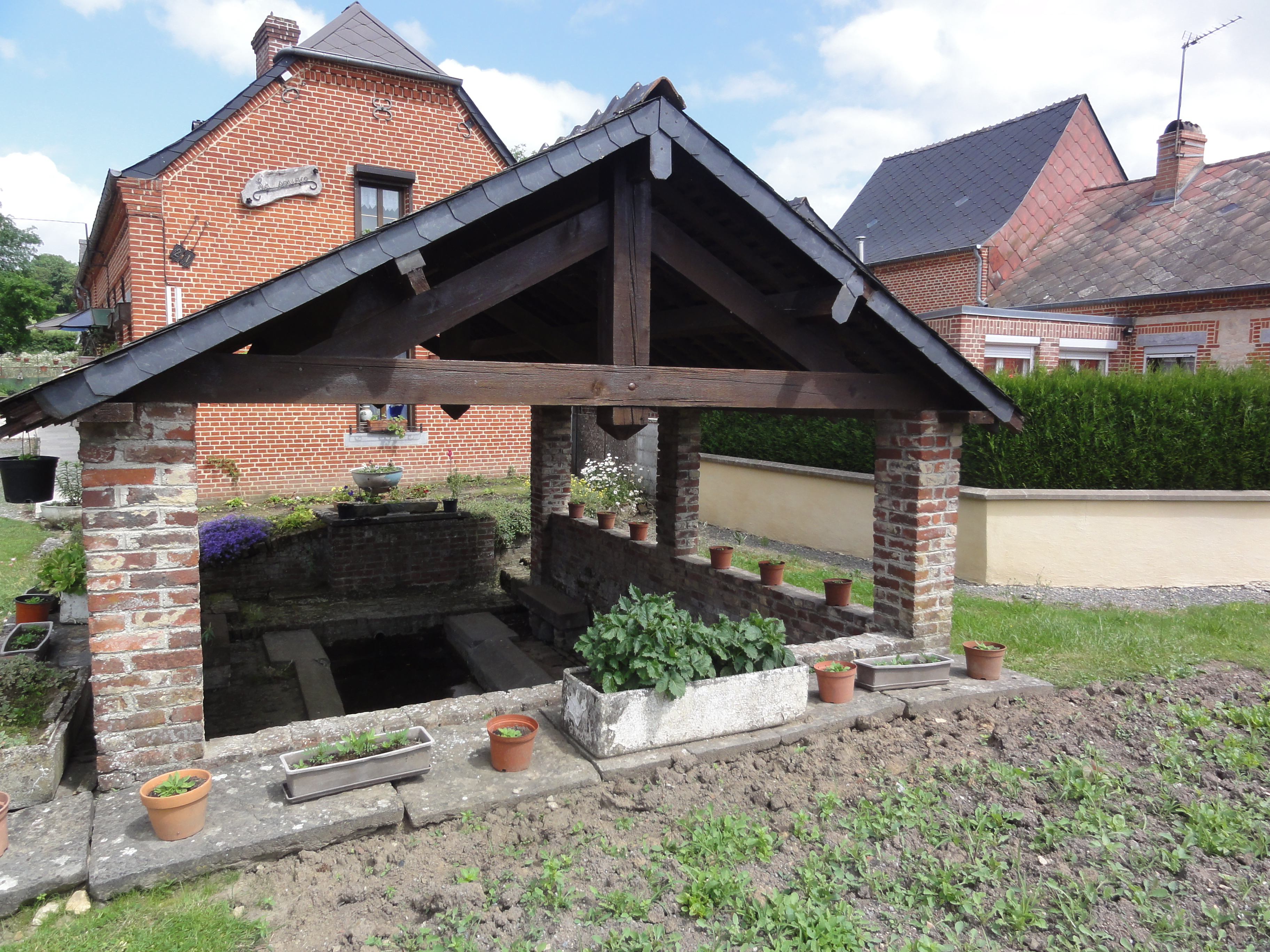
Ehemaliges Waschhaus (Lavoir)

- Die „Grüne Achse der Thiérache“, ein Wanderweg auf der alten Eisenbahnstrecke Guise–Hirson, führt durch Luzoir.
- Lavoir

- Kirche Saint-Sylvestre
- Alter Bahnhof von Luzoir
- Ehemaliges Waschhaus (Lavoir)